# 永田夏来
永田 夏来（ながた なつき、1973年 - ）は、日本の社会学者。専門は家族社会学。兵庫教育大学大学院生活・健康・情報系教育コース教授。結婚や恋愛、性行動に関する社会学的研究のほか、音楽フェスに関する調査も行っている。

## 経歴・活動
長崎県に生まれる。2004年に早稲田大学大学院で博士論文「結婚の原理とその論理構成」を提出し、博士（人間科学）を取得した。2013年に兵庫教育大学に着任し、2025年より現職を務める。
2019年にはピエール瀧の逮捕にともなう電気グルーヴの作品回収、配信停止の撤回を求める署名活動を行った。
2025年、高橋幸との共編著『恋愛社会学』が紀伊國屋じんぶん大賞2025の第13位にノミネートされた。

## 著書

### 単著
- 『生涯未婚時代』イースト新書 2017年8月 (ISBN 9784781650906)

### 共編著
- 『恋愛社会学: 多様化する親密な関係に接近する』 永田夏来・高橋幸 編 ナカニシヤ出版 2024年10月 (ISBN 9784779517662)
- 『岩波講座社会学 家族・親密性』 筒井淳也/永田夏来/松木洋人【編】、北田暁大/岸政彦/筒井淳也/丸山里美/山根純佳【編集委員】 岩波書店 2024年8月 (ISBN 9784000114509)
- 『入門 家族社会学』 松本洋人・永田夏来 編 新泉社 2017年3月 (ISBN 9784787717047)

### 共著
- 『現代文化への社会学: 90年代と「いま」を比較する』 北樹出版 2023年11月 (ISBN 9784779307225)
- 『ガールズ・アーバン・スタディーズ「女子」たちの遊ぶ・つながる・生き抜く』 法律文化社 2023年5月 (ISBN 9784589042729)
- 『家族の変容と法制度の再構築：ジェンダー/セクシュアリティ/子どもの視点から』 法律文化社 2022年3月 (ISBN 4589042002)
- 『場所から問う若者文化: ポストアーバン化時代の若者論』 晃洋書房 2021年3月 (ISBN 9784771033719)
- 『音楽が聴けなくなる日』 宮台真司・永田夏来・かがりはるき（共著） 集英社 2020年5月 (ISBN 9784087211238)
- 『ポスト「カワイイ」の文化社会学: 女子たちの「新たな楽しみ」を探る』 ミネルヴァ書房 2017年 (ISBN 9784623078301)
- 『「若者の性」白書: 第7回青少年の性行動全国調査報告』 小学館 2013年8月
- 『挑発するセクシュアリティ ―法・社会・思想へのアプローチ』 新泉社 2009年2月(ISBN 4787709011)
- 『どこか〈問題化〉される若者たち』 恒星社厚生閣 2008年10月31日 (ISBN 4769910878)
- 『「若者の性」白書: 第6回青少年の性行動全国調査報告』 小学館 2007年6月 (ISBN 4098370476)